# Brington and Molesworth
Brington and Molesworth – civil parish w Anglii, w Cambridgeshire, w dystrykcie Huntingdonshire. W 2011 civil parish liczyła 342 mieszkańców. W obszar civil parish wchodzą także Brington i Molesworth.